# Československo-polské pohraniční spory

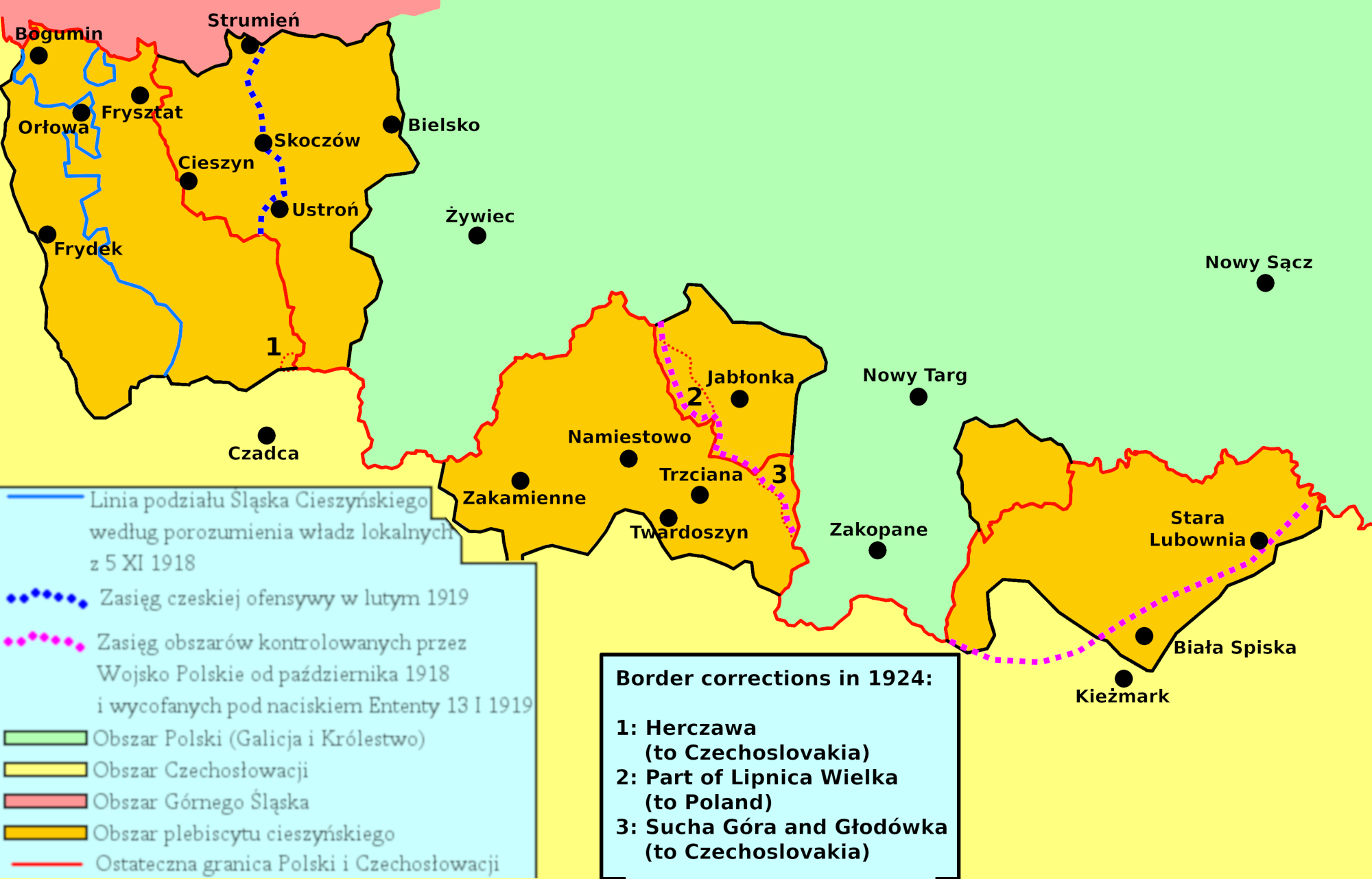
Polská mapka sporných území na Těšínsku, Oravě a Spiši

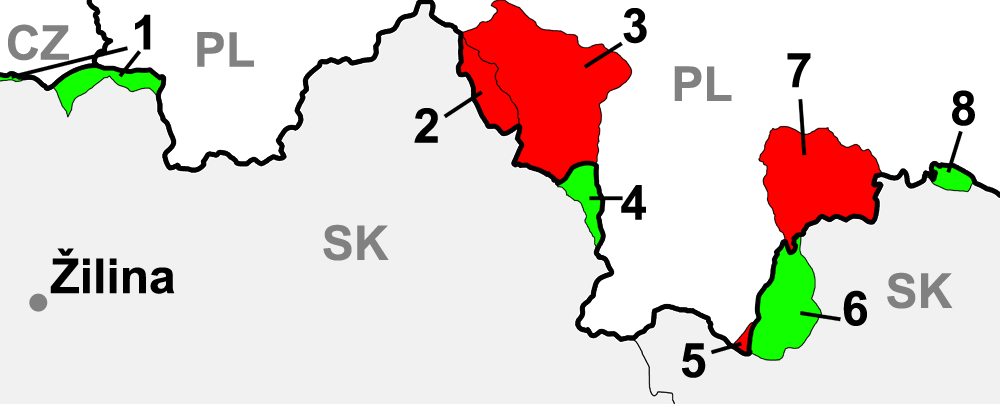
Sporná území na Čadecku, Oravě a Spiši

Československo-polské pohraniční spory byly pohraniční spory o území mezi Československem a Polskem, vedené v letech 1918 až 1958. Část těchto sporů vrcholila v letech 1918–1920, 1938–1939 a 1945–1947. V roce 1945 vznikly v souvislosti s přičleněním velké části před válkou německého Slezska k Polsku další československo-polské pohraniční spory o území.
Šlo o tyto spory:
- Československo-polský spor o Těšínsko
- Československo-polský spor o Oravu a Spiš
- Československo-polský spor o Kladsko
- Československo-polský spor o Hlubčicko a Ratibořsko.

## 1918–1920
První fáze sporů započala vznikem Československa a Polska v roce 1918. Ve Slezsku vypukl spor o Těšínsko, na Slovensku o Oravu a Spiš. Na Těšínsku se v roce 1919 oba státy krátce střetly v tzv. sedmidenní válce. Tyto spory byly vyřešeny rozhodnutím velvyslanecké konference ve Spa z 28. července 1920. Sporné území bylo rozděleno mezi oba státy.

## 1938–1939

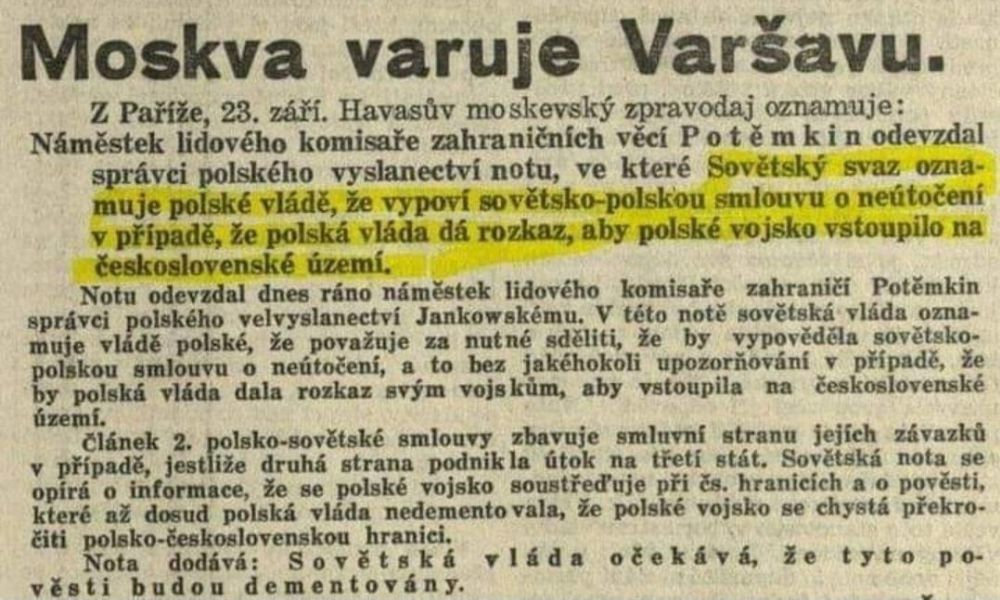
Moskva varuje Varšavu! (Z československého tisku z roku 1938.) - Moskva oznamuje polské vládě, že vypoví sovětsko-polskou smlouvu o neútočení v případě, že polská vláda dá rozkaz, aby polská armáda vstoupila na československé území.

V roce 1938 využilo Polsko Mnichovského diktátu a vynutilo si na Československu odstoupení východní části československého Těšínska (tzv. Zaolzie) a poté i Polskem dříve požadovaného území na Oravě a Spiši. Po své porážce v roce 1939 však Polsko o tato území přišlo – zabrané území na Těšínsku bylo přičleněno k Německu, zabrané území na Oravě a Spiši spolu s Československem dříve požadovaným územím v těchto oblastech bylo přičleněno ke Slovenskému státu.

## 1945–1947
Po druhé světové válce se hranice Československa vrátily do předmnichovské podoby. Polsko-německá hranice se posunula o několik set kilometrů na západ, na Odru a Nisu. Polsko stále požadovalo vydání dříve sporných území, zejména na Těšínsku, kde žila polská menšina. Československo naproti tomu požadovalo vydání části před válkou německých území – Kladska, Hlubčicka a Ratibořska – kde žila česká menšina a která Sovětský svaz předal do správy Polsku.
Po mnoha bezvýsledných jednáních byla nakonec na zásah Sovětského svazu v roce 1947 podepsána mezi Československem a Polskem smlouva o přátelství a vzájemné pomoci. Tato smlouva zklidnila situaci, ale vzájemné napětí přetrvávalo.

## Ukončení a další vývoj

### Demarkace hranic
Vzájemné hraniční spory o území s konečnou platností ukončila až Smlouva mezi Československou republikou a Polskou lidovou republikou o konečném vytyčení státních hranic, podepsaná ve Varšavě 13. června 1958. Tato smlouva byla 17. října 1958 ratifikována Národním shromážděním republiky Československé, a to ústavním zákonem č. 62/1958 Sb., o konečném vytyčení státních hranic s Polskou lidovou republikou. Platnosti smlouva nabyla 14. února 1959. Hranice zůstaly v předmnichovské podobě, avšak na žádost polské strany proběhlo v krátké době dvou let (1956 a 1957) jejich napřímení.
Smlouva tak určovala na některých úsecích poměrně velkou korekci hranice a rychlost provedení vedla k nepřesně naměřeným údajům (například namísto měření byly některé vzdálenosti pouze odkrokovány). V Krkonoších Polsko předalo Československu bývalé německé osady Tkacze (Mýtiny) a Zieliniec (Údolí Naděje u Kořenova), za což získalo jižní svah hory Kocierz. Na Jesenicku Polsko předalo Československu bývalou německou osadu Krasów (Krasov – součást Vidnavy) a získalo českou osadu Skřivánkov (Skowronków). Ostatní korekce hranice byly kosmetického rázu. Celkem Polsko předalo Československu 12,05 km2 a Československo Polsku 8,37 km2. Polsku tak bylo předáno území o 3,68 km2 menší.
Rozdíl ve vyměněném území řešila dohoda, uzavřená výměnou nót mezi ministry zahraničí obou států (tzv. Dohoda David - Rapacki). Podle této dohody se obě strany zavázaly, že vzniklý československý územní zisk 368,54 hektarů bude Polsku nahrazen nikoliv územně, ale majetkově, a sice tak, že Československo převede do vlastnictví Polska pozemky o rozloze 368,54 hektarů, které se nacházejí ve vlastnictví Československa, ale leží na území Polska. Princip majetkového vyrovnání byl přijat v důsledku možné nepřesnosti redemarkačních prací, proběhlých ve velké rychlosti.
V roce 1976 však polská strana vystoupila s návrhem na řešení československého salda nikoliv majetkovým, ale územním způsobem, a v tomto postoji setrvala od té doby i nadále.
Československo původně se změnou způsobu vyrovnání československého salda z majetkového na územní nesouhlasilo, protože již mělo dostatek podkladů pro majetkové vyrovnání. Vzhledem k dlouhodobému polskému nesouhlasu a tlaku ale Československo nakonec ustoupilo a československý ministr zahraničních věcí Jiří Dienstbier nótou, kterou polská strana přijala, nabídl Polsku zrušení dohody David - Rapacki, a územní řešení československého salda při výměně území. Výměna území však do dnešního dne není vzhledem k odporu českých pohraničních obcí vyřešena.
Ke kosmetickým úpravám hranic nicméně docházelo a dochází stále. Důvodem bývají změny v krajině (vodní toky mění koryto, v horách dochází k sesuvům atd.). K větší korekci hranic došlo ještě v roce 1976, kdy Polsku bylo Československem předáno území u Lysé nad Dunajcom na Slovensku (území bylo připojeno k obci Niedzica v Polsku) a Československu území u Wojkowa (území bylo připojeno k obci Lenartov na Slovensku). Obě strany si vyměnily území o rozloze 0,25 km2.

### Incident na Osoblažsku
Na přelomu května a června 2020 polská armáda při ochraně polských hranic během pandemie covidu-19 překročila česko-polskou hranici na území bývalé obce Pelhřimovy, zřídila tam opěrný bod a bránila se zbraní v ruce českým návštěvníkům v přístupu k blízké kapličce (vše na českém území). Po protestu české strany se polská armáda stáhla. Incident se dostal i na stránky mezinárodního tisku.